# Finnische Fußballmeisterschaft 1923
Die finnische Fußballmeisterschaft 1923 war die 15. Saison der höchsten finnischen Spielklasse im Herrenfußball.
HJK Helsinki gewann die Meisterschaft.

## Ergebnisse

### Halbfinale
|            | Ergebnis |              |
| ---------- | -------- | ------------ |
| Kuopion PS | 0:8      | HJK Helsinki |
| Turku PS   | 3:1      | TaPa Tampere |

### Finale
|              | Ergebnis |          |
| ------------ | -------- | -------- |
| HJK Helsinki | 3:1      | Turku PS |